# Sankt Johann in Tirol
St. Johann in Tirol (Sankt Johann in Tirol, v místním nářečí Sainihåns) [ˈʂɑnkʈ Johann in Tirol] je městys v okrese Kitzbühel v rakouském Tyrolsku. Městečko leží v nadmořské výšce 660 metrů v údolí řeky Kitzbühler Ache, na severním úpatí hory Kitzbühler Horn (1996 m). Počet obyvatel od počátku 21. století každým rokem mírně stoupá, žije zde přibližně 9 800 obyvatel.

## Historie
Jižní oblasti Leukentalského údolí byly již v době bronzové známy jako místa, kde se těžila měděná ruda. Od 4. století př. n. l. se zde zabývaly těžbou mědi keltské kmeny Ambisontů a Alaunů. Od 2. století př. n. l. bylo toto území součástí keltského království Noricum, pozdější stejnojmenné římské provincie. Po pádu Západořímské říše a stěhování národů náležela celá oblast v 6. a 7. století n. l. k bavorskému vévodství.
V roce 1540 byl v lokalitě Rerobichl u obce Oberndorf, která tehdy náležela k městu St. Johann, otevřen nový důl na těžbu měděných a stříbrných rud, což přineslo místním obyvatelům značné bohatství. Štola Svatého ducha (Heilig-Geist-Schacht) dosáhla hloubky více než 880 metrů a stala se tak v 16. století nejhlubším důlním dílem na světě.

## Osobnosti
- Andreas Widhölzl (* 1976), skokan na lyžích, mistr světa a olympijský vítěz
- D.J Ötzi (vlastním jménem: Gerhard Friedle, n., 1971), rakouský zpěvák a bavič

## Partnerská města
- Fuldabrück, Německo
- Redford, Michigan, Spojené státy americké
- Rovaniemi, Finsko
- Valeggio sul Mincio, Itálie